# Blood in the Cut
«Blood in the Cut» es una canción de la músico estadounidense K.Flay, publicado como primer sencillo de su segundo álbum de estudio, Every Where Is Some Where. Fue lanzada a través de Interscope y Night Street Records el 7 de septiembre de 2016, apareciendo originalmente como la primera canción del cuarto EP de K.Flay Crush Me. 
Fue nominada a Mejor Canción Rock en la 60.ª edición de los Premios Grammy. La canción también aparece en la banda sonora de la película XXX: Return of Xander Cage, en el episodio de BoJack Horseman «Stupid Piece of Sh*t» o en el tráiler promocional de Las escalofriantes aventuras de Sabrina.

## Antecedentes y composición
Fue escrita por K.Flay junto a Lena Kwan Simon y JT Daly, siendo producida por este último. La letra de la canción describe una ruptura y sus violentos efectos. K.Flay describió el trasfondo de la canción en una entrevista con iHeartRadio:

Blood in the Cut empezó como un himno a la ruptura. Escribí la letra y el riff en 20 minutos, y estaba en casa por Navidad, en el sótano de casa de mis padres. Me encontraba en una situación emocional un tanto oscura. Lo escribí e inmediatamente me sentí lleno de ese vigor que antes me faltaba. Y luego, al producir la canción, simplemente abracé ese espíritu de liberación en el estribillo.
K.Flay

## Vídeo musical
El vídeo musical de Blood in the Cut se estrenó el 7 de septiembre de 2016 y fue dirigido por TJ Andrade. El vídeo comienza con K.Flay saliendo ilesa de un coche volcado hacia el baño de una cafetería. A medida que entra el estribillo, tiene una crisis nerviosa. A continuación, pasa por delante de una gasolinera y levita en el aire al final de una calle oscura.

## Formatos publicados
- Descarga digital[6]

1. Blood in the Cut – 3:08

- Descarga digital - remixes[7]

1. Blood in the Cut (Aire Atlantica Remix) – 3:19
2. Blood in the Cut (Ojivolta Remix) – 3:29
3. Blood in the Cut (Awoltalk Remix) – 3:39

## Posición en listas
| Listas (2017)                        | Posición más alta |
| ------------------------------------ | ----------------- |
| Estados Unidos (Alternative Airplay) | 4                 |
| Estados Unidos (Rock Airplay)        | 10                |